# Compendium of Analytical Nomenclature
Il Compendium of Analytical Nomenclature è un libro pubblicato dalla IUPAC contenente le definizioni internazionalmente accettate di chimica analitica. È comunemente chiamato Orange Book.
Sono state pubblicate tre edizioni: 1978 (ISBN 0-08022-008-8), 1987 (ISBN 0-63201-907-7) e 1998 (ISBN 0-86542-615-5). La terza edizione è disponibile online. È stata pubblicata una traduzione in catalano (1987, ISBN 84-7283-121-3).